# Табаско
Таба́ско (ацт. Tabasco) — штат Мексиканської Республіки, розташований на південному сході країни, займаючи північну частину перешийка Теуантепек. Межує зі штатами Чіапас і Кампече, Гватемалою і Мексиканською затокою. Столиця штату — місто Вільяермоса.

## Історія
У 1815 році, під час Мексиканської боротьби за незалежність, Табаско став першим штатом. в якому була проголошена незалежність. Проте лідера повстанців Хосе-Марія Хіменес згодом було ув'язнено, а місцева влада присягнулася на вірність іспанській короні. У 1825 році була ратифікована перша конституція штату, а в 1883 році Табаско було розділено на 7 муніципалітетів. 

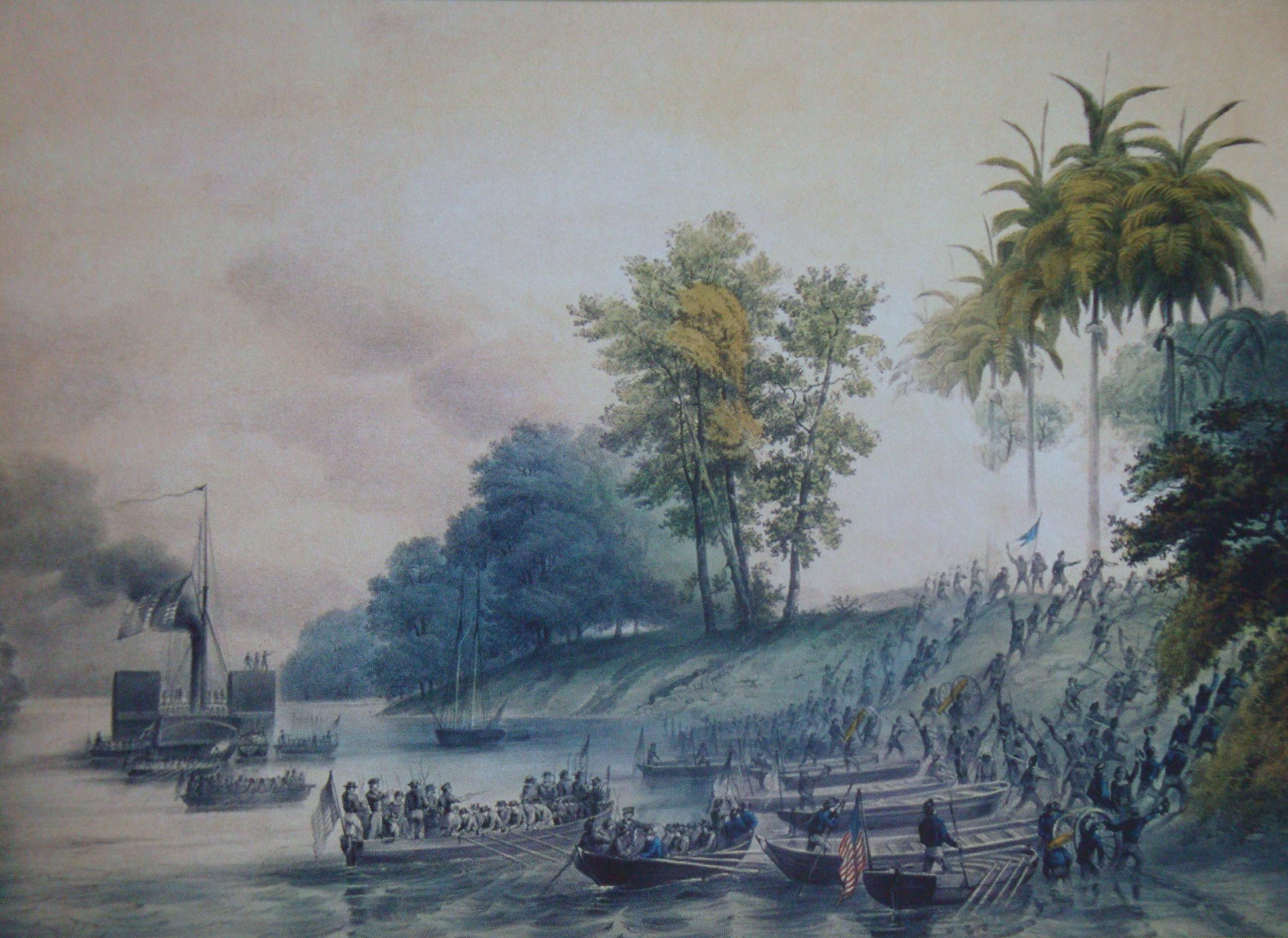
Під час інтервенції американців на Вільячермозькому узгір'ї (26 жовтня 1846)

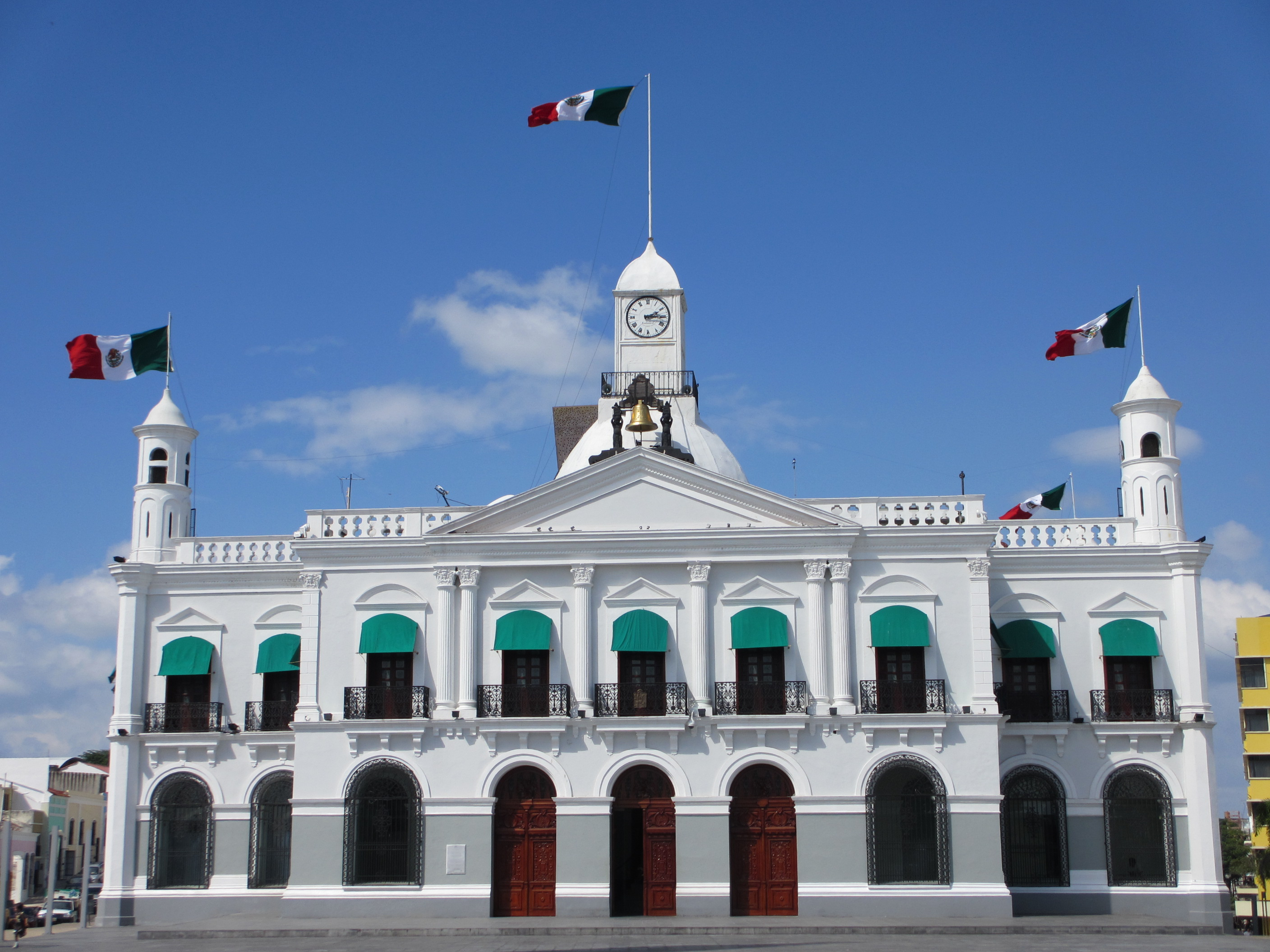
Урядовий палац у Вільяермозі

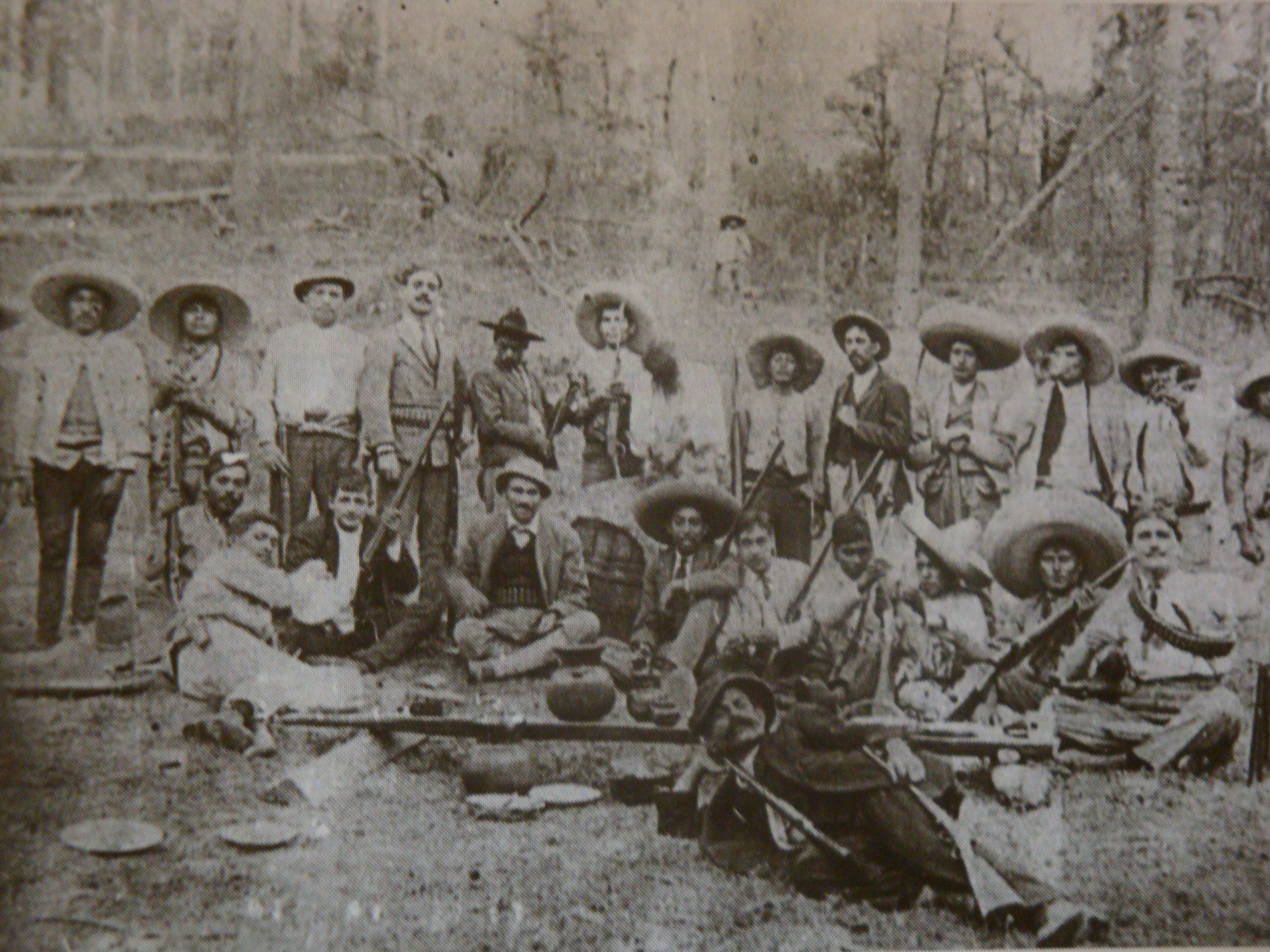
Загін революціонерів в Табаксо

Після проголошення незалежності Мексики в країні почалися сутички поміж лібералами та консерваторами. В Табаско ліберальний рух очолював Руїз де-ля-Пена, консерваторів очолював Марцеліно Маргальї. У 1829 році військові в Кампече повстали проти федерального уряду Мехіко і проголосили власний уряд, до якого приєдналися і консерватори Табаско. Проте цей уряд був короткостроковим — політична нестабільність в державі та спалах епідемії холери змусив їх приєднатися до федерального уряду. У 1836 році група консерваторів взяла під контроль федеральний уряд, але лібералісти Табаско повстати проти них  і усунули федералістів від влади.
Під час американо-мексиканської війни, у 1846 році, американські війська під керівництвом Метью К. Перрі прибули до Табаско. Пізніше, після захоплення порту Фронтера, прибули до Тобаско і інші кораблі  Але їхня спроба захопити Вільяермозьке узгір'я закінчилося поразкою. Під час другої спроби захоплення, американці бомбардували місто і їм вдалося його захопити. Проте табасківці сформувалися у партизанські загони і їхні дії змусили американців зняти облогу. Далі протягом усієї війни військові кораблі залишалися в районі Фронтера для блокування торгових шляхів із Табаско в Центральну Мексику.  Після відходу американців губернатор штату Юсто Санто-Анна повстав проти уряду Мехіко, але при цьому не мав достатньо війська протистояти. У 1847 році американці повернулися з наміром захопити столицю штату Вільяермозу. Облога міста тривала 35 днів, під час якої місто зазнало значної руйнації.
Під час французької інтервенції в Мексиці у 1862 році, французькі війська захопили Вільермозу. Сили повстанців Тобаско змушені були відійти в гори. В ті роки табаскійці видавали підпільну газету  «El Dissidente», в якій критикувалася встановлена французька влада. У 1863 році табаскійці на чолі з Андресом Санчес Магалланесом підняли повстання проти французів. Магалланес підняв проти них армію, об'єднану з різних повстанських загонів із усього штату та вчинив напад на казарму імператорської армії в Комалькалько. У листопаді 1863 року Магалланес увійшов у Вільяермозу, де під містечком Яукталь почав бій проти французів. Бій видався успішним і повстанці отримали перемогу вигнавши французів зі штату.
В період правління Портфіріо Діаса в Табаско почався період технологічного та освітнього прогресу. Столиця. яка сильно була поруйнована війнами, потроху почала відбудовуватись. У 1879 році в штаті заснувався перший вищий навчальний заклад — інститут ім. Беніто Хуареса. У 1881 році телеграфною лінією сполучили Вільяермозу із Мехіко. У 1890 році столиця штату електризували, у 1894 році було побудовано урядовий палац, а в 1901 році з'явився перший банк.  Під час правління Діаса у 1894—1910 роках губернатором Табаско переобирався 6 разів Абрахам Бандала. За часи його керування зростав прибуток від продажу лісу, сільського господарства та експорту какао-бобів. Проте в перших десятиліттях XX ст. вирубка тропічних лісів компаніями привела до екологічної катастрофи в штаті. Водночас технологічні новації для населення штату супроводжувався пригнобленням, а подекуди рабовласницькими умовами у багатьох компаніях, що привело до страйків робітників та до революції в цілому. 
Перші протести проти режиму Діаса у штаті почалися в перші роки XX ст. висунуті місцевим журналістом Домінго Боррего. В період з 1900—1909 роки у штаті відбувалися численні протести. В 1909 році Ігнасіо Гутьєрас Гомес з двома своїми братами утворили партію Гутьєраса. ЦІ та інші партії пізніше об'єдналися з силами Франціско І. Мадеро. Ці зусилля дозволили усунути Бандалу з посади губернатора і змінити його на Полікарпо Валензуела, який ненадовго припинив у штаті протистояння. Після того. як Мадеро було вбито — різні фракції почали боротьбу за пост губернатора, що привело до повстання та частих змін уряду.
У післяреволюційний період у 1922 році губернатором штату було обрано Томаса Гаррідо Канабала, який брав участь у збройних сутичках разом з революційними лідерами Обрегоном та Каллесом. Новий губернатор реалізував соціальну програму, організувавши профспілки та об'єднав уряд не зважаючи на те, що сам він очолював Соціалістичну радикальну партію (ісп. Partido Socialista Radical). Також він відновив державний вчительський коледж та сприяв у створенні сільських шкіл. Водночас він вів активну антирелігійну боротьбу, яка у 1935 році проти нього спровокувало повстання, під час якого загинуло 20 осіб. 
У 1950-х роках губернатором Табаско став Карлос А. Мадразо який розпочав своє керування  сільськогосподарських та промислових проекті. У 1956 році було закінчене шосе, що з'єднувало східні території штату з Веракрусом на півострові Юкатан. У 1960-1970-х роках почали розширюватися дороги, будуватися спортивні майданчики, а в сільській місцевості були відкриті безкоштовні амбулаторії. У 1974 році почався активний видобуток нафти та газу. За отримані кошти від продажу нафти було побудовано аеропорт, почали модернізуватися та будуватися нові дороги та мости, збудувався планетарій, тощо. 
У 1996 році почалися масові протести місцевих фермерів, які блокували нафтову компанію «PEMEX». Видобуток нафти суттєво впливав на  навколишнє середовище та завдавав серйозної шкоди сільськогосподарським культурам. Демонстранти заблокували міст на в'їзді до Сенських нафтових родовищ. але поліція розігнала демонстрантів. Наступного місяця на акцію протесту зібралося 30000 чоловік, які вирушили з вимогами до урядового палацу у Вільяермозі. Наприкінці 90-х були проведені реформи із децентралізації влади, але протести фермерів, проти нафтової компанії «PEMEX» час-від-часу виникають і сьогодні.

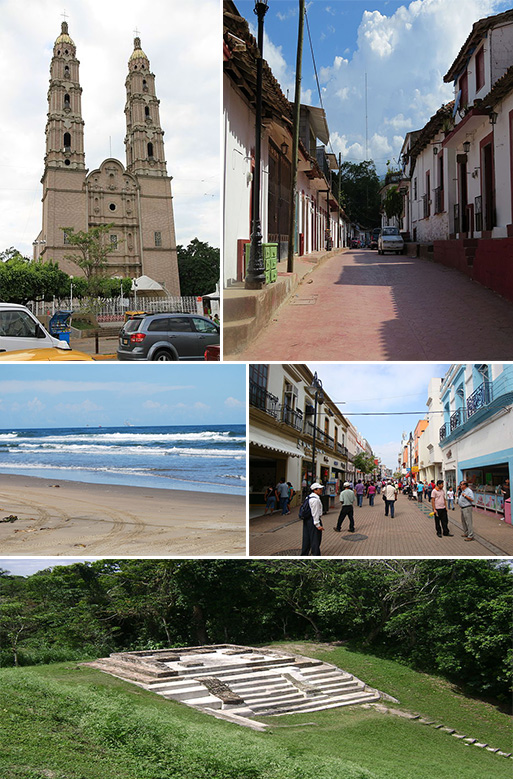
Таба́ско